# 伊勢車両区

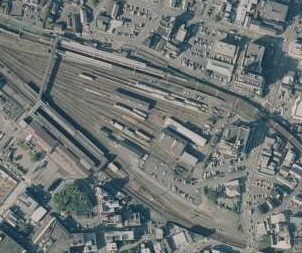
伊勢車両区周辺（2008年）
出典 - 『国土交通省「国土画像情報（カラー空中写真）」（配布元 - 国土地理院地図・空中写真閲覧サービス）』

伊勢車両区（いせしゃりょうく）は、三重県伊勢市吹上一丁目1-89にあった東海旅客鉄道（JR東海）の車両基地である。参宮線伊勢市駅構内に位置し、東海鉄道事業本部が管轄していた。
参宮線開業以来の歴史を持つ車両基地であるが、国鉄分割民営化の時に亀山機関区（現・亀山鉄道部）への統合・廃止も検討されていた。しかし、民営化に当たっては関西本線の非電化区間および亀山機関区が西日本旅客鉄道（JR西日本）の管轄となり、JR東海に三重県内非電化区間の運行拠点を確保する必要があったため、存続することとなった。その後気動車の点検体制を見直すため、2016年（平成28年）3月31日をもって廃止され、名古屋車両区と美濃太田車両区に統合された。

## 歴史
- 1898年（明治31年）11月 - 参宮鉄道山田機関区設立[5]。
- 1907年（明治40年）[3]10月1日 - 参宮鉄道国有化。
- 1910年（明治43年）5月19日 - 山田機関庫設置[6]。
- 1923年（大正12年）6月1日 - 亀山検車所山田分所設立[7]。
- 1959年（昭和34年）[1]2月 - 伊勢機関区設立[1]。当時は天王寺鉄道管理局管轄[1]で略号は「天イセ」。
- 1963年（昭和38年）4月1日 - 組織改正に伴い、伊勢管理所となる。
- 1971年（昭和46年）2月1日 - 組織改正に伴い、伊勢運転区となる。
- 1987年（昭和62年）
  - 3月1日 - 国鉄分割民営化を控え、名古屋鉄道管理局伊勢運転所となる[1][8]。
  - 4月1日 - 国鉄分割民営化に伴い、東海旅客鉄道（JR東海）東海鉄道事業本部の管轄となる。
- 1990年（平成2年）3月 - 伊勢運輸区が発足し、旧伊勢運転所は伊勢運輸区伊勢派出所となる。
- 1993年（平成5年）
  - 1月 - 新検修庫完成。
  - 8月 - 快速みえ用のキハ75形配置開始[1]（武豊線にも同形が投入されたことにより、後に名古屋車両区に配置転換[1]）。
- 1994年（平成6年）5月 - 新洗浄線および汚物抜取り装置完成。
- 1999年（平成11年）
  - 1月 - 仕業検査上屋完成。
  - 3月 - キハ11形（300番台）投入。
- 2001年（平成13年）[2]4月 - 伊勢運輸区から乗務員部門を分離し、伊勢車両区となる[9]。
- 2016年（平成28年）3月31日 - 廃止[2]。跡地は当面、夜間滞泊の場として利用される[2]。

## 配置車両の車体に記される略号
「海イセ」…東海鉄道事業本部を意味する「海」と、伊勢を意味する「イセ」から構成される。

## 配置車両
以下は、2015年4月1日現在の配置車両である。中日新聞の報道によれば、2016年（平成28年）3月31日の廃止直前の担当車両数は44両であった。

### 気動車
- キハ11形
  - 1988年に0番台10両（1 - 10）が、1999年に300番台6両（301- 306）が新製配置された。のちに100番台6両（107 - 112）が、2015年3月14日にはさらに3両（101・104・105）が美濃太田車両区より転入している。
  - トイレ付きの300番台4両（303-306）のみが名古屋車両区に転属し、2017年4月現在名松線での運用を続けている。
  - かつては紀勢本線（亀山 - 多気間）、参宮線でも旅客運用されていた。2015年7月までは新宮までの運用があったが、キハ25形に置き換えられ消滅した。
  - 各番台ともワンマン運転に対応している。
  - 2007年の落石事故によりキハ11-9が車籍抹消。残りの0・100番台は2015年7月までに全て運用を離脱し、全てミャンマー鉄道省に譲渡された。
  - 301・302はそれぞれ2015年9月11日・2016年3月11日付で除籍された。現在はJR東海交通事業によって購入され城北線で運用されている。
- キハ40形・キハ48形
  - 2015年4月1日現在、キハ40形は3000番台5両、3300番台1両、6300番台1両の計7両が配置されていた。
  - 2015年4月1日現在、キハ48形は3800番台2両、5000番台1両、5300番台2両、5500番台1両、5800番台4両、6000番台1両、6300番台1両、6500番台1両、6800番台7両の計20両が配置されていた。
  - 下3桁が300および800番台のものは、ワンマン運転に対応している。
  - 2016年3月25日までに全車が運用を離脱した。

### 過去の配置車両
- キハ30形気動車
  - 定期運用は国鉄時代に終了したが、保存車としてキハ30 51が配置されていた。現車は美濃太田車両区に留置されていたが、2008年3月31日付で廃車された。
- キハ28形・キハ58形気動車
  - 2001年まで配置されていた。車籍がなくなった後も車両は引き続き美濃太田車両区に留置されている。

かつては機関区であったため、C51形やC57形などの蒸気機関車も配置されていた。

## 特徴
担当車両44両、従業員28人の小規模な車両区であり、気動車の点検・修繕にあたった。熊野大花火大会の際には、区所属の社員が現地へ赴き、乗客の誘導も行っていた。